# José Milián
José Milián Martínez (Ciudad de México, México, 14 de agosto de 1973) es un exfutbolista mexicano. Jugó principalmente en la posición de defensa.

## Trayectoria
Defensa mexicano surgido de las Fuerzas Básicas del Club Necaxa, que debutó en el Invierno 97. Participó con su equipo en el Mundial de Clubes en Brasil. Jugó, entre otros clubes, con el Club San Luis a préstamo 3 torneos cortos, y después fue adquirido por el Querétaro FC para el Clausura 2004. En Primera División participó en 139 partidos, 114 de ellos como titular, marcando 12 goles. La mayor parte de su carrera la desarrollo con Necaxa donde fue campeón en el Invierno 98.

### Clubes
| Club                | País                | Año       | Partidos | Goles | Media |
| ------------------- | ------------------- | --------- | -------- | ----- | ----- |
| C. Necaxa           | México              | 1997-2001 | 109      | 6     | 0.06  |
| Atlético Celaya     | México              | 2002      | 13       | 0     | 0     |
| Club San Luis       | México              | 2002-2003 | 32       | 6     | 0.19  |
| Querétaro F.C.      | México              | 2004      | 6        | 2     | 0.33  |
| Lobos B.U.A.P.      | México              | 2004      | 14       | 0     | 0     |
| Riviera Maya        | México              | 2005      | 8        | 1     | 0.13  |
| Coatzacoalcos       | México              | 2006      | 14       | 0     | 0     |
| Lagartos de Tabasco | México              | 2006-2007 | 12       | 1     | 0.08  |
| Total en su carrera | Total en su carrera | 1997-2007 | 208      | 16    | 0.08  |

#### Estadísticas
La siguiente tabla detalla los encuentros disputados y los goles marcados en los clubes en los que ha militado.
| C. Necaxa · México | 1.ª                 |                     |     |    |   |   |    |    |     |    |
| C. Necaxa · México | 1.ª                 | 1997/98             | 10  | 1  | 1 | 0 | -  | -  | 11  | 1  |
| C. Necaxa · México | 1.ª                 | 1998/99             | 20  | 1  | - | - | -  | -  | 20  | 1  |
| C. Necaxa · México | 1.ª                 | 1999/00             | 18  | 1  | - | - | 7  | 0  | 25  | 1  |
| C. Necaxa · México | 1.ª                 | 2000/01             | 27  | 1  | - | - | 5  | 1  | 32  | 2  |
| C. Necaxa · México | 1.ª                 | 2001                | 14  | 1  | - | - | 7  | 0  | 21  | 1  |
| C. Necaxa · México | 1.ª                 | Total               | 89  | 5  | 1 | 0 | 19 | 1  | 109 | 6  |
| Atlético Celaya · México | 1.ª                 | 2002                | 12  | 0  | - | - | -  | -  | 12  | 0  |
| Atlético Celaya · México | 1.ª                 | Total               | 12  | 0  | - | - | -  | -  | 12  | 0  |
| San Luis F.C. · México | 1.ª                 | 2002/03             | 32  | 6  | - | - | -  | -  | 32  | 6  |
| San Luis F.C. · México | 1.ª                 | 2003                | 0   | 0  | - | - | -  | -  | 0   | 0  |
| San Luis F.C. · México | 1.ª                 | Total               | 32  | 6  | - | - | -  | -  | 32  | 6  |
| Querétaro F.C. · México | 1.ª                 |                     |     |    |   |   |    |    |     |    |
| Querétaro F.C. · México | 1.ª                 | 2004                | 6   | 2  | - | - | -  | -  | 6   | 2  |
| Querétaro F.C. · México | 1.ª                 | Total               | 6   | 2  | - | - | -  | -  | 6   | 2  |
| Lobos B.U.A.P. · México | 2.ª                 |                     |     |    |   |   |    |    |     |    |
| Lobos B.U.A.P. · México | 2.ª                 | 2004                | 14  | 0  | - | - | -  | -  | 14  | 0  |
| Lobos B.U.A.P. · México | 2.ª                 | Total               | 14  | 0  | - | - | -  | -  | 14  | 0  |
| Riviera Maya · México | 2.ª                 |                     |     |    |   |   |    |    |     |    |
| 2005 | 2.ª                 | 8                   | 1   | -  | - | - | -  | 8  | 1   |    |
| Total | 2.ª                 | 8                   | 1   | -  | - | - | -  | 8  | 1   |    |
| Delfines de Coatzacoalcos · México | 2.ª                 |                     |     |    |   |   |    |    |     |    |
| 2006 | 2.ª                 | 14                  | 0   | -  | - | - | -  | 14 | 0   |    |
| Total | 2.ª                 | 14                  | 0   | -  | - | - | -  | 14 | 0   |    |
| Lagartos de Tabasco · México | 2.ª                 |                     |     |    |   |   |    |    |     |    |
| 2006/07 | 2.ª                 | 12                  | 1   | -  | - | - | -  | 12 | 1   |    |
| Total | 2.ª                 | 12                  | 1   | -  | - | - | -  | 12 | 1   |    |
| Total en su carrera | Total en su carrera | Total en su carrera | 188 | 15 | 1 | 0 | 19 | 1  | 208 | 16 |
| (1)Incluye datos de la Pre Pre Libertadores (1998).(2)Incluye datos de la Pre-Libertadores (1999), Copa de Campeones de la Concacaf (1999), Copa Mundial de Clubes 2000 y Copa Merconorte (2000 y 2001). |                     |                     |     |    |   |   |    |    |     |    |

## Títulos

### Campeonatos nacionales
| Título          | Club        | País   | Año  |
| --------------- | ----------- | ------ | ---- |
| Torneo Invierno | Club Necaxa | México | 1998 |

### Campeonatos internacionales
| Título                           | Club        | País   | Año  |
| -------------------------------- | ----------- | ------ | ---- |
| Copa de Campeones de la Concacaf | Club Necaxa | México | 1999 |

Otros logros
- Tercer lugar en el Mundial de Clubes 2000 con Necaxa.

## Relacionados
- Edgar Solano
- Edson Alvarado
- Miguel Acosta
- Marco Peralta
- Mario Pérez
- Markus López
- Luis Ernesto Pérez
- Fabián Peña